# Pouillé (Vendeia)
Pouillé é uma comuna francesa na região administrativa da Pays de la Loire, no departamento de Vendéia. Estende-se por uma área de 17,48 km². Em 2010 a comuna tinha 653 habitantes (densidade: 37,4 hab./km²).